# Väsby Simsällskap
Väsby Simsällskap bildades 1964 och har sina träningar i Vilundabadet. Det har förekommit simverksamhet tidigare i Upplands Väsby kommun men då inom Väsby IK. 
Den mest kända simmerskan i klubben är Josefin Lillhage, som har tre svenska rekord. Det finns även en undersektion, i Väsby SS Triathlon.